# Équipe de Tunisie de volley-ball en 1972
L'équipe de Tunisie de volley-ball dispute en 1972 ses premiers Jeux olympiques à Munich et remporte son cinquième titre maghrébin.

## Matchs
| Date             | Lieu   | Adversaire           | Score                      | Durée | Compétition | Meilleur marqueur | Référence |
| 27 août 1972     | Munich | URSS                 | 0-3 (10-15 6-15 4-15)      | -     | JOPT        | -                 |           |
| 29 août 1972     | Munich | Pologne              | 0-3 (6-15 11-15 1-15)      | -     | JOPT        | -                 |           |
| 31 août 1972     | Munich | Tchécoslovaquie      | 0-3 (11-15 4-15 10-15)     | -     | JOPT        | -                 |           |
| 2 septembre 1972 | Munich | Corée du Sud         | 0-3 (1-15 3-15 1-15)       | -     | JOPT        | -                 |           |
| 5 septembre 1972 | Munich | Bulgarie             | 0-3 (10-15 5-15 7-15)      | -     | JOPT        | -                 |           |
| 8 septembre 1972 | Munich | Allemagne de l'Ouest | 1-3 (5-15 16-14 4-15 9-15) | -     | JOMdc       | -                 |           |

JO : match des Jeux olympiques 1972
PT Premier tour
Mdc Match de classement (11-12)

## Sélections
Sélection pour les Jeux olympiques 1972
- Abdelaziz Derbal, Hamouda Ben Massaoud, Mohamed Ben Cheikh, Moncef Ben Soltane, Naceur Ben Othman, Naceur Bounatouf, Oueil Ben Mohamed, Abdelaziz Boussarsar, Rafik Ben Amor, Raja Hayder, Samir Lamouchi, Ali Boussasar
- Entraîneur :  Gustáv Breznen